# Junta Electoral Central
Die Junta Electoral Central (Zentraler Wahlausschuss, abgekürzt: JEC) ist nach dem spanischen Wahlgesetz (Ley Orgánica del régimen electoral general, LOREG) das oberste Organ der Wahlverwaltung (administración electoral), zu der außerdem die Wahlausschüsse auf Ebene der Autonomen Gemeinschaften, der Provinzen und der Gerichtsbezirke sowie die Wahlvorstände gehören.

## Zusammensetzung und Amtszeit
Die JEC setzt sich aus acht richterlichen und fünf nicht-richterlichen Mitgliedern zusammen. Die richterlichen Mitglieder werden aus den Reihen der Richter des Obersten Gerichtshofs (Tribunal Supremo) durch das Los bestimmt. Die nicht-richterlichen Mitglieder müssen Hochschullehrer der Rechts- oder Politikwissenschaften sein. Sie werden auf gemeinsamen Vorschlag der im Abgeordnetenhaus (Congreso de los Diputados) vertretenen Parteien ernannt. Kommt ein solcher gemeinsamer Vorschlag aller Parteien nicht zustande, bestimmt das Präsidium des Abgeordnetenhauses die nicht-richterlichen Mitglieder unter Beachtung der Stärkeverhältnisse in dieser Parlamentskammer.
Neben den Wahlausschüssen der meisten Autonomen Gemeinschaften handelt es sich bei der JEC um das einzige permanente Wahlorgan, d. h. die übrigen Wahlausschüsse werden immer nur für eine konkrete Wahl gebildet. Die Mitglieder der JEC werden zu Beginn einer Legislaturperiode binnen 90 Tagen nach der konstituierenden Sitzung des Abgeordnetenhauses ernannt. Sie bleiben im Amt, bis die neu gebildete JEC zu ihrer konstituierenden Sitzung zusammentritt.
In ihrer konstituierenden Sitzung wählt die JEC aus den Reihen ihrer richterlichen Mitglieder einen Vorsitzenden und einen stellvertretenden Vorsitzenden.
Wie jedes Kollegialorgan in Spanien verfügt auch die JEC über einen Sekretär. Als Sekretär der JEC fungiert der Generalsekretär des Abgeordnetenhauses (also der Leiter der Parlamentsverwaltung, vergleichbar dem Direktor beim Deutschen Bundestag). Der Sekretär hat Rede- aber kein Stimmrecht.
An den Sitzungen der JEC nimmt außerdem der Präsident des Nationalen Statistikinstituts (Instituto Nacional de Estadística) in seiner Eigenschaft als Direktor der Oficina del Censo Electoral (welche das Wählerregister führt) teil. Dieser hat ebenfalls nur Rede- aber kein Stimmrecht.

## Aufgabe und Kompetenzen
Aufgabe der Wahlverwaltung und damit der JEC ist nach Art. 8 LOREG die Sicherstellung der Transparenz und Objektivität des Wahlverfahrens und des Grundsatzes der Gleichheit.
Das LOREG weist der JEC hierzu eine Reihe von Kompetenzen zu, hierzu zählen u. a.: Die JEC ist zuständig für die Leitung und Überwachung der Tätigkeit der Oficina del Censo Electoral. Die JEC kann für die nachgeordneten Wahlausschüsse bindende Verwaltungsvorschriften (instrucciones) erlassen und an sie herangetragene Anfragen der Provinzwahlausschüsse mit bindender Wirkung bescheiden. Entscheidungen der Provinzwahlausschüsse, welche zu der Wahlrechtsauslegung der JEC in Widerspruch stehen, kann sie auf Antrag, aber auch von Amts wegen aufheben. Weiter verfügen die JEC und die Provinzwahlausschüsse über die Disziplinargewalt gegenüber den am Wahlverfahren beteiligten Amtsträgern und sind zuständig für die Verfolgung von Ordnungswidrigkeiten im Wahlverfahren. Weiter entscheidet die JEC auf Vorschlag einer aus Vertretern der Parteien gebildeten Kommission über die Zuteilung der Zeiten für Wahlwerbespots in den öffentlich-rechtlichen Medien. Einer Wahlanfechtungsklage vor dem Verwaltungsgericht hat in der Regel ein Vorverfahren vor der JEC vorauszugehen (Art. 108 LOREG). Bei der Europawahl ist die JEC zuständig für die Zulassung der Wahlvorschläge und die Feststellung des Wahlergebnisses und der Gewählten. Art. 20 LOREG sieht außerdem vor, dass sich am Wahlverfahren Beteiligte bei Wahlrechtsfragen von allgemeiner Bedeutung mit Anfragen (consultas) unmittelbar an die JEC wenden können. Die Anfragen werden von der JEC durch Beschluss beschieden.

## Bedeutung der JEC
Der JEC kommt eine zentrale Bedeutung im spanischen Wahlrecht zu. In der spanischen Wahlrechtsliteratur werden in erheblich größerem Umfang Entscheidungen der JEC als solche von Gerichten zitiert.
Diese Bedeutung ergibt sich insbesondere aus denjenigen Kompetenzen der JEC, die darauf ausgelegt sind, für eine einheitliche Auslegung des Wahlrechts durch die Wahlorgane Sorge zu tragen (Möglichkeit von instrucciones, Befugnis Entscheidungen niederer Wahlausschüsse aufzuheben, Entscheidung im Vorverfahren zur Wahlanfechtung etc.).
Hinzu kommt das Instrument der consultas, die es den am Wahlverfahren Beteiligten ermöglicht, die Auffassung des obersten Wahlorgans zu Zweifelsfragen schon im Voraus abzufragen, bevor das Problem überhaupt akut wird. Bei einer ganz erheblichen Zahl der Beschlüsse der JEC handelt es sich um die Beantwortung solcher Anfragen.
Während nach deutschem Wahlrecht die Wahlausschüsse nur vor der Wahl für die Zulassung der Wahlvorschläge und nach der Wahl für die Feststellung des Wahlergebnisses zuständig sind, gehen die Kompetenzen der spanischen Wahlausschüsse weit darüber hinaus und bestehen in fast sämtlichen mit dem Wahlverfahren zusammenhängenden Materien.

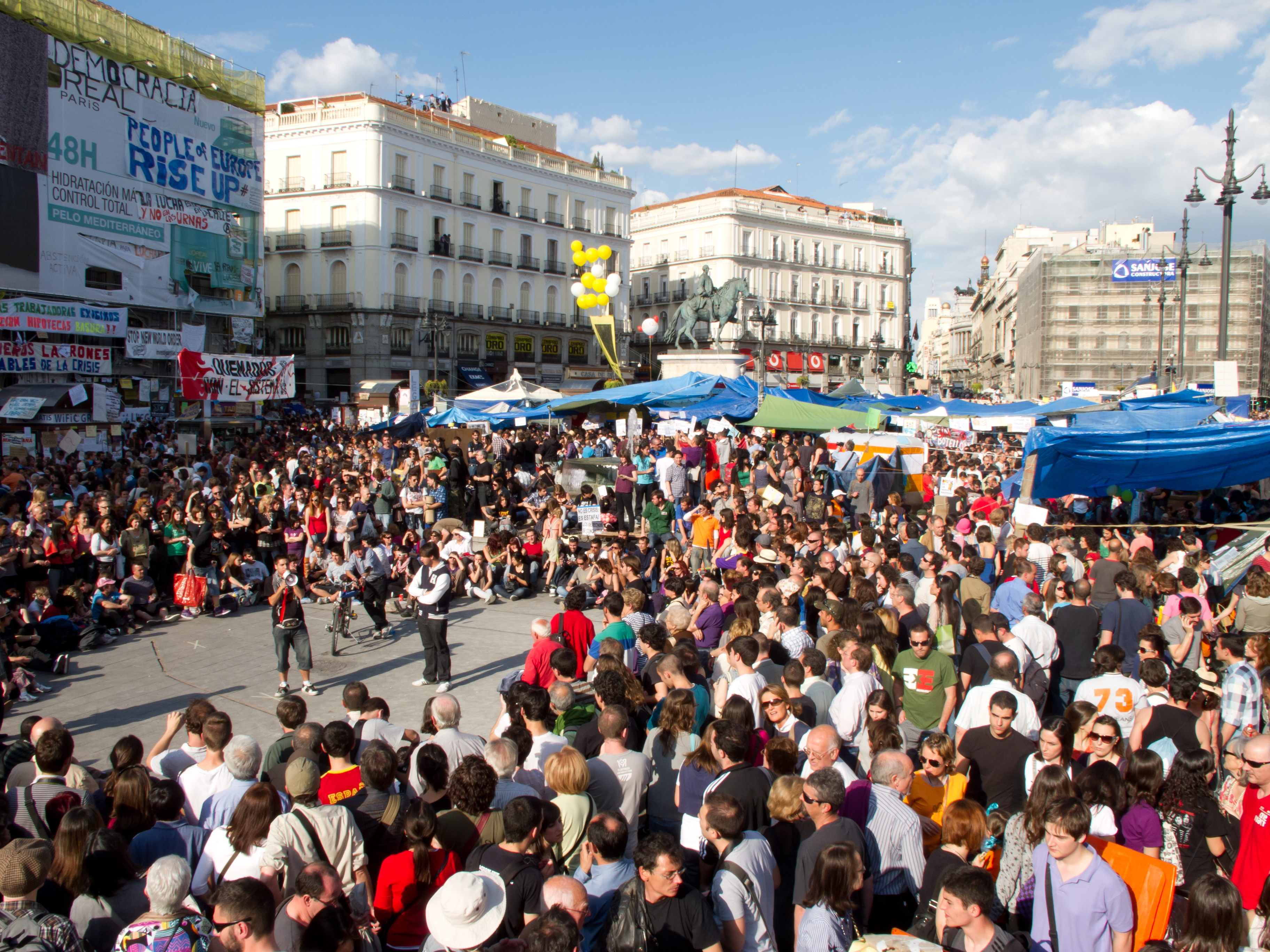
Demonstration, Puerta del Sol, Madrid, 20. Mai 2011

So sind die Provinzwahlausschüsse für Wahlkampfveranstaltungen auch die zuständige Behörde im Sinne des Versammlungsrechts. Hiermit im Zusammenhang steht eine Entscheidung der JEC aus dem Jahre 2011, über die auch in den internationalen Medien berichtet wurde: Als es kurz vor den Regional- und Kommunalwahlen 2011 in vielen spanischen Städten zu Massenprotesten mit über Tage andauernden Besetzungen öffentlicher Plätze kam (Movimiento 15-M), gab es divergierende Entscheidungen verschiedener Provinzwahlausschüsse dazu, ob es sich hierbei um Wahlkampfveranstaltungen handelt, welche in ihre Kompetenz fallen und die nach dem Wahlgesetz am Wahltag und am Tag vor der Wahl verboten sind. Auf Anfrage eines Provinzwahlausschusses und der Regierung entschied die JEC am 19. Mai 2011 (drei Tage vor der Wahl), dass diese Versammlungen am 21. und 22. Mai unzulässig seien.
Auch im Vorfeld der spanischen Parlamentswahlen 2019 gab es eine politisch bedeutsame Entscheidung der JEC: Seit der Katalonien-Krise nach dem umstrittenen Unabhängigkeitsreferendums von 2017 waren an vielen Gebäuden der katalanisch Regionalregierung und -verwaltung die Estelada (Fahne der katalanischen Separatismusbewegung) und gelbe Schleifen (Symbol des Protests gegen die Inhaftierung katalanisch-separatistischer Politiker) angebracht. Auf eine Beschwerde der Partei Ciudadanos entschied die JEC am 11. März 2019, dass die Verwendung dieser Symbole an öffentlichen Gebäuden gegen die von öffentlichen Institutionen in der Vorwahlzeit strikt zu beachtende Neutralitätspflicht verstieße und binnen 48 Stunden zu entfernen seien.
Wegen wiederholten Verstoßes gegen diese Anordnung wurde der katalanischen Regierungschef, Quim Torra, am 19. Dezember 2019 wegen Amtsungehorsams (desobediencia) von einem Strafgericht zu einer Geldstrafe und zum Verlust der Amtsfähigkeit und der Wählbarkeit für die Dauer von einem Jahr und sechs Monaten verurteilt. Daraufhin entschied die JEC gestützt auf eine Regelung im Wahlgesetz am 3. Januar 2020, dass Torra mit dieser Verurteilung (obwohl diese noch nicht rechtskräftig ist) sein Abgeordnetenmandat im Regionalparlament verloren habe. Diese Entscheidung der JEC erging mit sieben zu sechs Stimmen. Die sechs bei der Abstimmung unterlegenen Mitglieder der JEC hielten deren Zuständigkeit nicht für gegeben und gaben ein entsprechendes Sondervotum ab.
Im gleichen Kontext, wurde am 29. April 2019 dem vor der Justiz flüchtigen ex-Ministerpräsident von Katalonien, Carles Puigdemont, und den beiden anderen flüchtigen Ex-Ministern, Clara Ponsati und Toni Comin, beschieden, sie könnten aufgrund ihres Aufenthalts außerhalb Spaniens (und mangelnder Anmeldung als Auslandsspanier) nicht zur Europawahl von Mai 2019 antreten. Diese Entscheidung wurde am 6. Mai 2019 vom Verwaltungsgericht Madrid aufgehoben.

## Sitz
Die JEC hat ihren Sitz in Madrid in einem Gebäude des Abgeordnetenhauses, da nach Art. 13 LOREG die Cortes Generales der JEC die zur Erfüllung ihrer Aufgaben notwendigen materiellen und personellen Mittel zur Verfügung zu stellen haben.

## Internetseite
Die Beschlüsse der JEC werden auf ihrer Internetseite veröffentlicht. Außerdem finden sich auf ihr Gesetzestexte und andere wahlrechtliche Informationen.